# Pío XII metróállomás
Pío XII metróállomás Spanyolország fővárosában, Madridban a madridi metró 9-es vonalán. Tulajdonosa és üzemeltetője a Consorcio Regional de Transportes de Madrid.

## Metróvonalak
Az állomást az alábbi metróvonalak érintik:
- 9-es metróvonal

## Kapcsolódó állomások
A metróállomáshoz az alábbi állomások vannak a legközelebb:
- Colombia (Arganda del Rey, 9-es metróvonal)
- Duque de Pastrana (Paco de Lucía, 9-es metróvonal)